# Parafia św. Aleksego w Płocku-Trzepowie
Parafia pw. Świętego Aleksego w Płocku-Trzepowie – rzymskokatolicka parafia należąca do dekanatu płockiego zachodniego, diecezji płockiej, metropolii warszawskiej. Siedziba parafii mieści się przy ulicy Krzywej.

## Historia parafii
Parafia powstała około 1410 roku. Obecnym proboszczem jest ks. Grzegorz Mazurkiewicz.  

## Kościół parafialny
Kościół parafialny pw. św. Aleksego zbudowany został około 1740. Pierwszy kościół w Trzepowie powstał około 1410. W czasie okupacji kościół był zamknięty od 1941 roku.
Kościół znajduje się na pętli płockiej szlaku krajoznawczego „Drewniane Skarby Mazowsza”. 

## Inne budowle parafialne
Przed kościołem znajduje się pomnik Mateusza Talbota (1856–1925), za którym umieszczona jest na półokrągłym murku sentencja: „Przede wszystkim muszę wziąć pod uwagę interes duszy”. Został on odsłonięty 17 maja 2009 roku przy udziale ambasadora Republiki Irlandii w Polsce Declana Donovana i księdza Patryka Boyle'a z Dublina.